# Diocese de Chioggia
A Diocese de Chioggia (Dioecesis Clodiensis) é uma circunscrição eclesiástica da Igreja Católica na Itália, pertencente à Província Eclesiástica de Veneza e à Conferenza Episcopale Italiana, sendo sufragânea do Patriarcado de Veneza.

## Territorio
A Diocese de Chioggia fica na Veneto, Itália. É um sufragânea da Patriarcado de Veneza., em 2006 tinham 124.000 batizados numa população de 125.000 habitantes.
Atualmente è governada pelo bispo Dom Giampaolo Dianin, que foi consagrado em 16 de janeiro de 2022. Os bipo emeritos são Dom Angelo Daniel e Dom Adriano Tessarollo.

## História
Chioggia na antiguidade era conhecido como Fossa Clodia; na Idade Média como Clugia.
Em 1106, Dom Enrique Grancarolo, bispo da ilha de Malamocco, em seguida, por serem quase desertas, transferiu seu ver a Chioggia.
Os seus Outros bispos foram:
- O Domincano Dom Marcos Medici (1578), teólogo, do Concílio de Trento
- Dom Gabrielo Fiamma (1584), um dos maiores oradores do seu tempo.
- O Cardeal Dom Pedro Bembo foi um conego da catedral.[2]

## Bispos

### Bispos do século XX
| #               | Nome                                    | Período    | Notas                                   |
| Bispo           | Bispo                                   | Bispo      | Bispo                                   |
| --------------- | --------------------------------------- | ---------- | --------------------------------------- |
|                 | Giampaolo Dianin                        | 2021-atual |                                         |
|                 | Adriano Tessarollo                      | 2009-2021  | Bispo emérito                           |
|                 | Angelo Daniel                           | 1997-2009  | Bispo emérito                           |
|                 | Alfredo Magarotto                       | 1990-1997  | Nomeado Bispo de Vittorio Veneto        |
|                 | Sennen Corrà †                          | 1976-1989  | Nomeado Bispo de Concordia-Pordenone    |
|                 | Giovanni Battista Piasentini, C.S.Ch. † | 1952-1976  |                                         |
|                 | Giacinto Giovanni Ambrosi, O.F.M.Cap. † | 1937-1951  | Nomeado Arcebispo de Gorizia e Gradisca |
|                 | Domingos Maria Mezzadri †               | 1920-1936  |                                         |
|                 | Antonio Bassani †                       | 1908-1918  |                                         |
|                 | Ludovico Marangoni, O.F.M.Conv. †       | 1877-1908  |                                         |
| Bispo-coadjutor |                                         |            |                                         |
|                 | Antonio Bassani †                       | 1905-1908  |                                         |

## Conexões externas
- «Site da Diocese»